# Giuseppe Maria Maraviglia
Giuseppe Maria Maraviglia (Milano, 1617 – Galliate, 19 settembre 1684) è stato un vescovo cattolico italiano.

## Biografia
Prima di diventare vescovo ricoprì il ruolo di docente di filosofia e teologia a Venezia. Distintosi nell'ordine religioso dei Chierici regolari teatini di cui faceva parte, diventò preposito generale del suo ordine.
La sua elezione avvenne nel 1667 venendo preposto alla città di Novara. Anni dopo portò a termine la ricostruzione di un'antica congregazione, creata anni prima dall'arcivescovo Carlo Borromeo, gli Oblati dei Santi Ambrogio e Carlo.
Morì il 19 settembre 1684 a Galliate e fu sepolto a Novara.

## Genealogia episcopale
La genealogia episcopale è:
- Arcivescovo Filippo Archinto
- Papa Pio IV
- Cardinale Giovanni Antonio Serbelloni
- Cardinale Carlo Borromeo
- Cardinale Ottavio Paravicini
- Cardinale Giambattista Leni
- Cardinale Giulio Roma
- Arcivescovo Martino Alfieri
- Cardinale Francesco Maria Machiavelli
- Papa Innocenzo XI
- Vescovo Giuseppe Maria Maraviglia, C.R.